# Metropolitana di Genova
Die Metropolitana di Genova ist die U-Bahn der italienischen Stadt Genua. Sie wurde 1990 eröffnet und ist damit nach Rom (1955) und Mailand (1964) die dritte von insgesamt sieben U-Bahnen des Landes. Betrieben wird die Linie von der Azienda Mobilità e Trasporti Genova S.p.A.

## Linie

### Strecke
Die einzige Linie ist 7,1 km lang und besitzt 8 Stationen, die alle vom Architekten Renzo Piano und seinen Mitarbeitern entworfen wurden. Die Bahnsteige sind ca. 80 m lang und es gibt sowohl Mittel- als auch Seitenbahnsteige. Brin (s. Stationen) hat eine aufgeständerte Halle am Ende eines alten Straßenbahntunnels (Galleria Certosa). Von dort geht es als Hochbahn (kurz) weiter. De Ferrari liegt am Ende eines alten Eisenbahntunnels, der lange Zeit stillgelegt war.
Wie typisch für die italienische U-Bahnen, und im Gegensatz zur italienischen Eisenbahnen, wird nicht links, sondern rechts gefahren. Die Fahrzeuge sind Stadtbahn-typisch, relativ kurz und recht schmal.

### Stationen
Brin – Dinegro – Principe (Hauptbahnhof und Fähren) – Darsena – San Giorgio (Aquarium) – Sarzano / S. Agostino – De Ferrari – Brignole (Bahnhof)
Die Metro verbindet mit einem System aus Fußgängertunneln den Bahnhof Genova Piazza Principe mit dem Fernbusbahnhof Principe / Fanti d’Italia.

## Geschichte
Die Bauarbeiten des ersten Abschnitts, zwischen Brin und Dinegro, fingen 1982 mit der Sanierung eines 1908 erbauten Straßenbahntunnels an. Der Abschnitt konnte am 13. Juni 1990 eröffnet werden. Zwei Jahre später, am 13. Juli 1992, wurde der Abschnitt Dinegro–Principe für den Verkehr freigegeben. Damals war die U-Bahn-Strecke 3,5 km lang.
Am 25. Juli 2003 wurde ein weiteres Stück U-Bahn-Strecke zwischen den Stationen Principe und San Giorgio eröffnet. Die Station San Giorgio schließt den touristisch wertvollen Porto Antico an das U-Bahn-Netz an. Der Fahrgastbetrieb begann jedoch erst am 7. August. Am 4. Februar 2005 ging die Strecke zwischen den Stationen San Giorgio und De Ferrari in Dienst. Erst am 3. April 2006 wurde die Zwischenstation Sarzano / S. Agostino am Rande der historischen Altstadt eröffnet. 2012 wurde der letztendliche Abschnitt bis zum U-Bahnhof Brignole fertiggestellt.
Die Bahn konnte seit Dezember 2021 von 10 Uhr bis 16 Uhr und 20 Uhr bis 22 Uhr von allen Nutzern kostenfrei benutzt werden. 2024 wurde die kostenfreie Nutzung auf Bürger Genuas beschränkt. Gleichzeitig wurden die zeitlichen Beschränkungen aufgehoben, so dass die U-Bahn an jedem Tag der Woche von allen Bürgern der Metropole Genua ohne zeitliche Begrenzung kostenlos genutzt werden kann.

## Ausbau und Planungen
Von Anfang an war geplant, dass die U-Bahn im Norden bis zum Bahnhof Rivarolo verlängert werden soll. Im Osten soll die Strecke bis Staglieno führen.

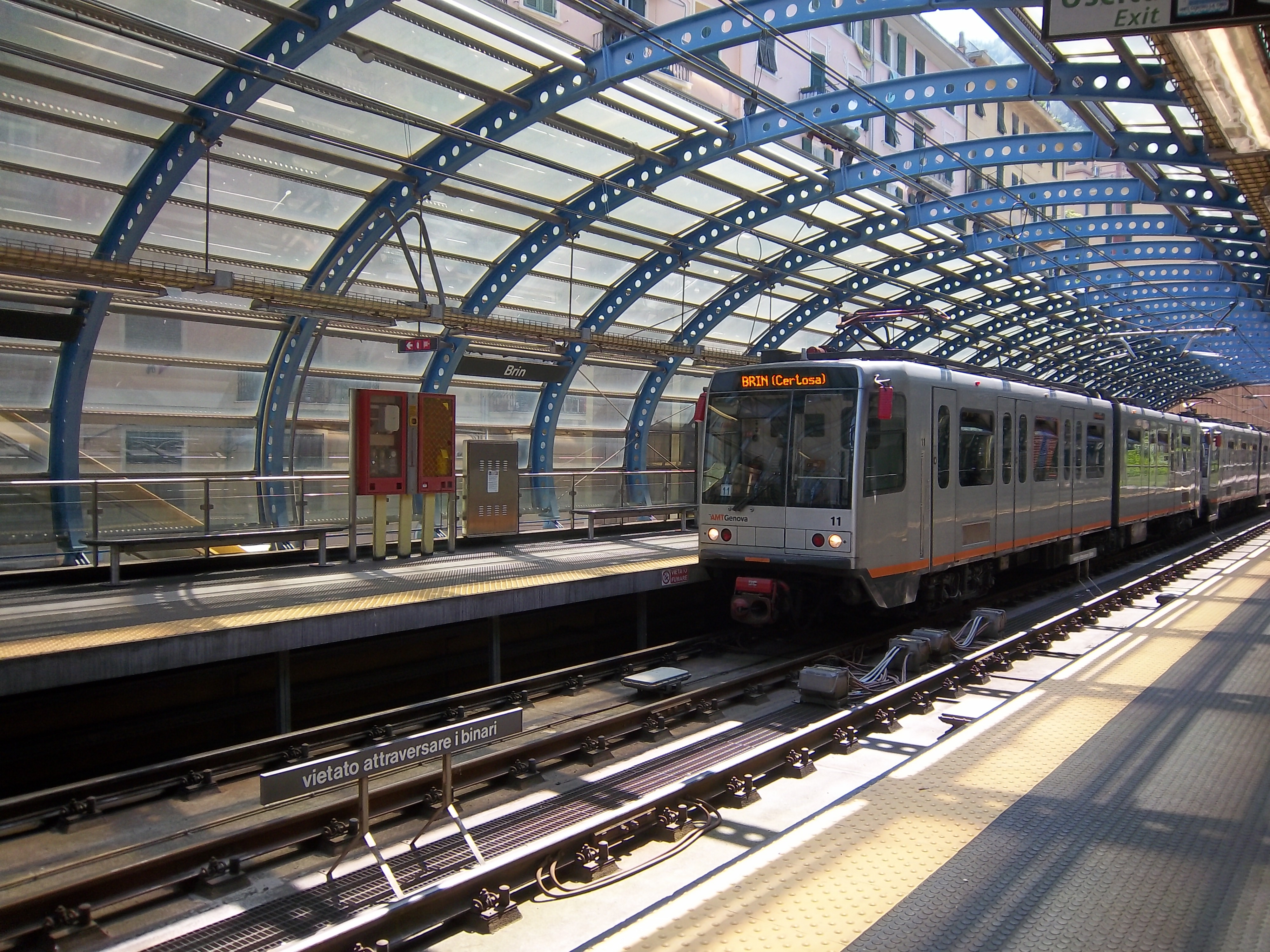
Station Brin
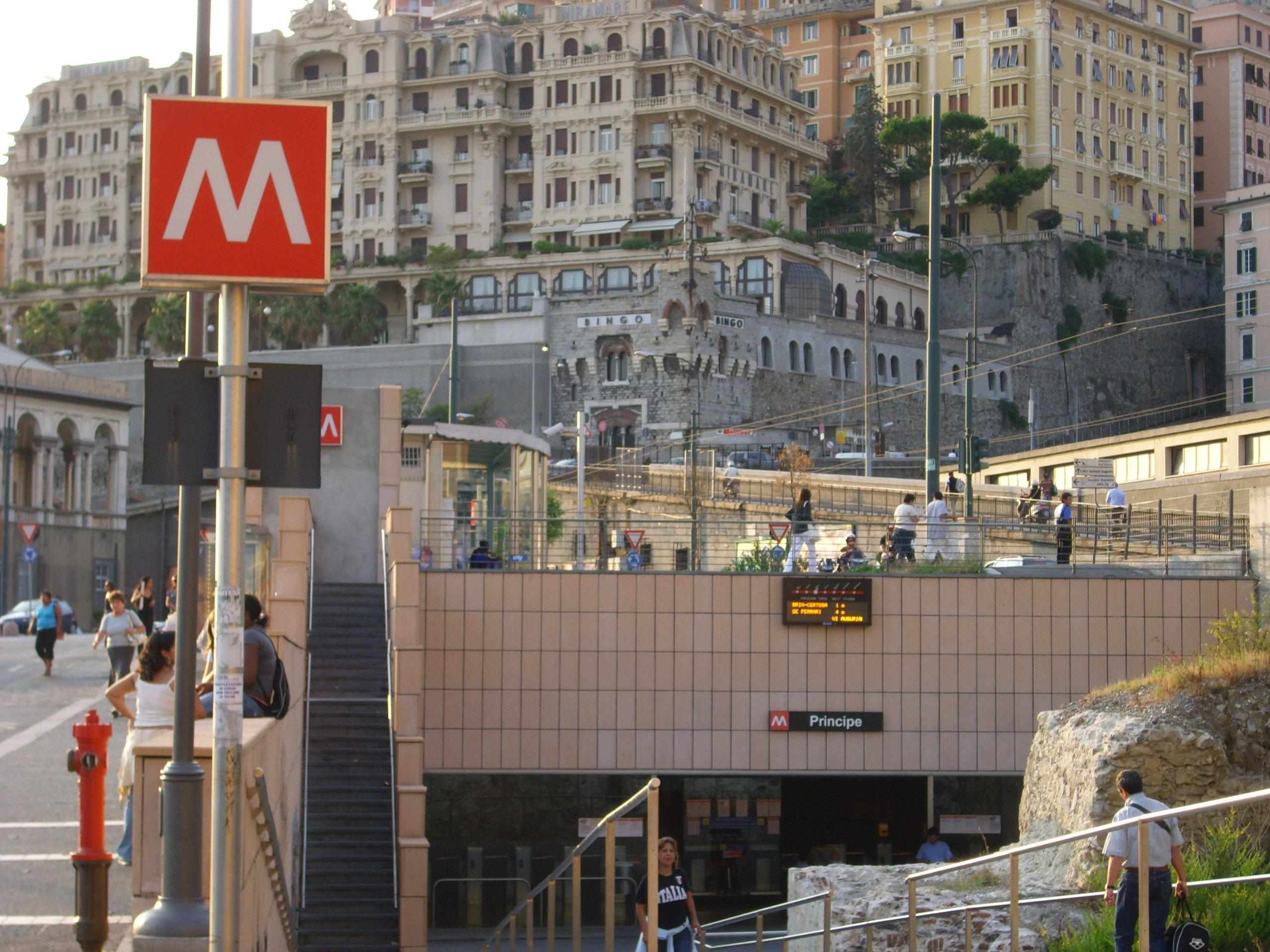
Eingang Station Principe
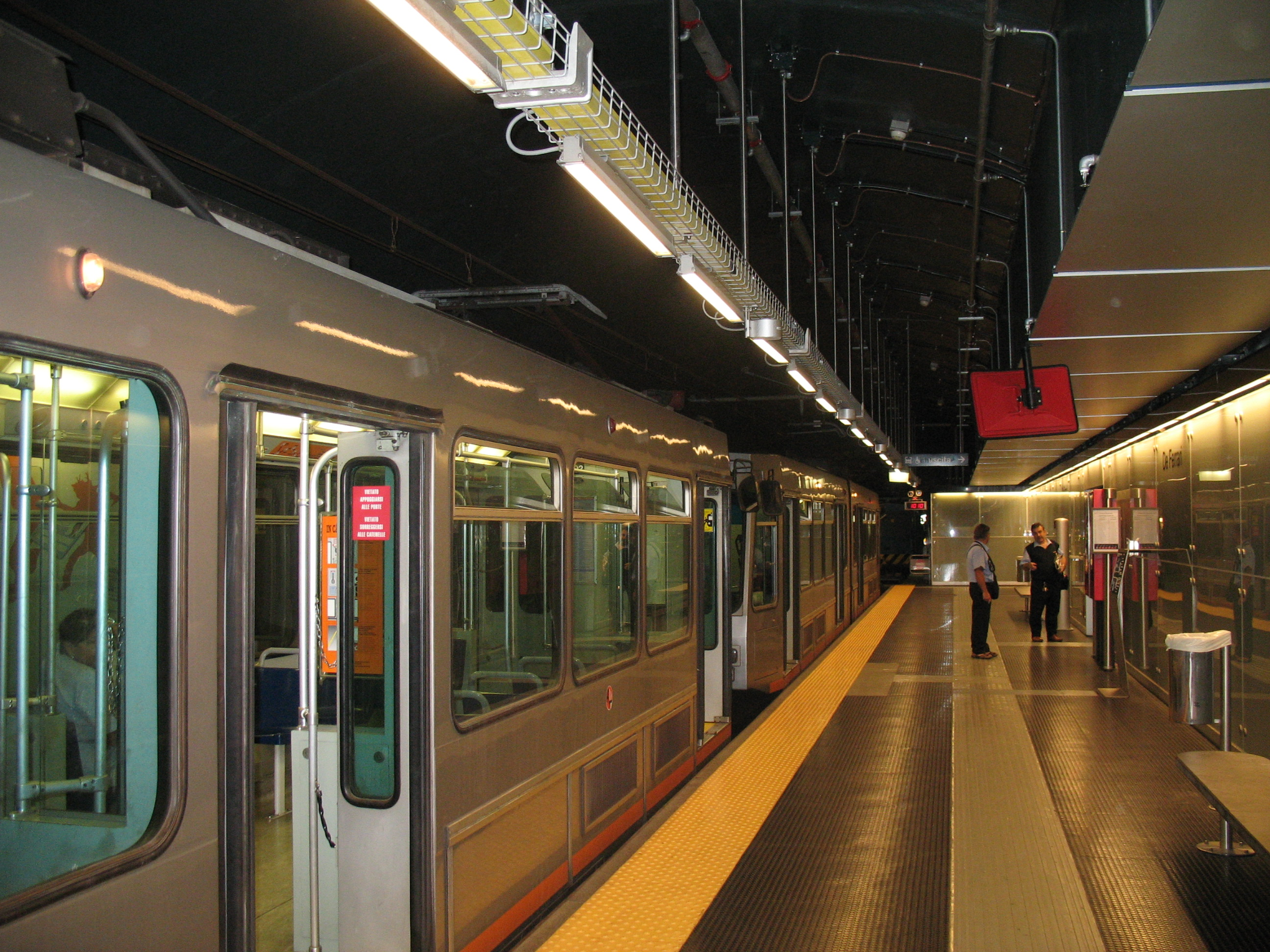
Bahnsteig in der Station De Ferrari
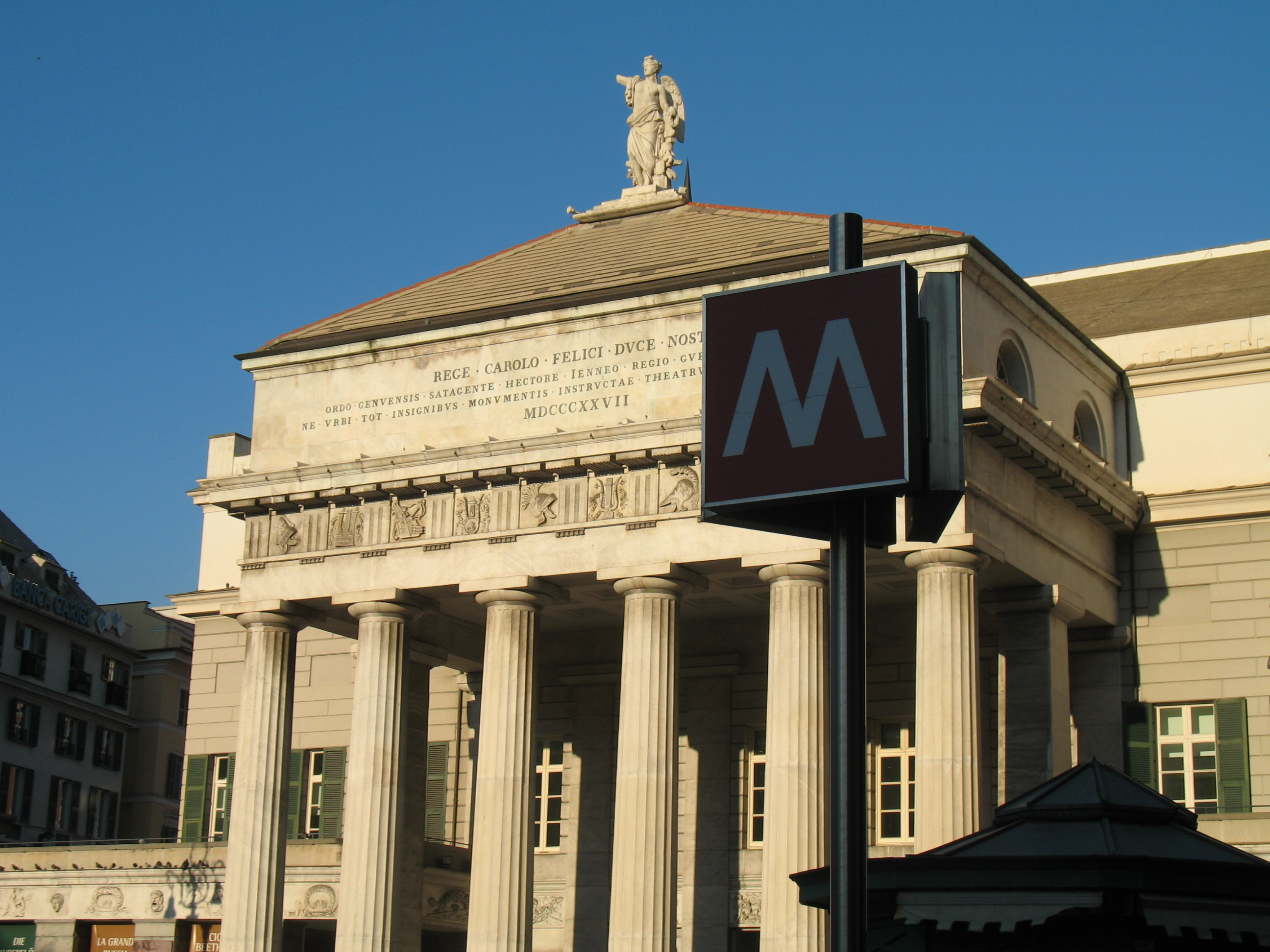
Opernhaus an der Station De Ferrari

## Andere Verkehrsmittel in Genua
Neben der U-Bahn gibt es einen S-Bahn-ähnlichen Regionalverkehr. Dieser besteht zurzeit aus zwei Linien mit 35 km Strecke. Es gibt jedoch noch zwei Standseilbahnen und eine Zahnradbahn in Genua:
- Die St.-Anna-Standseilbahn ist 357 m lang, hat zwei Haltestellen und wurde 1891 eröffnet.
- Die Zecca-Righi-Standseilbahn[9] ist 1,4 km lang und hat sieben Haltestellen. Die beiden ursprünglich getrennten Abschnitte wurden 1895 bzw. 1897 in Betrieb genommen.
- Die Zahnradbahn Principe–Granarolo ist 1,1 km lang und hat sechs Haltestellen. Sie wurde 1901 eröffnet.
- In Genua werden mehrere Aufzüge als öffentliche Verkehrsmittel betrieben, um die oft enorm steilen Hänge zu überwinden oder um auf Brücken zu gelangen.

Die Genueser Straßenbahn wurde hingegen 1966 eingestellt.

Karte des S-Bahn-ähnlichen Schienenverkehrs